# Cantó d'Avallon
El cantó d'Avallon és un cantó francès del departament del Yonne, situat al districte d'Avallon. Té 16 municipis i el cap és Avallon.

## Municipis
- Annay-la-Côte
- Annéot
- Avallon
- Domecy-sur-le-Vault
- Étaule
- Girolles
- Island
- Lucy-le-Bois
- Magny
- Menades
- Pontaubert
- Sauvigny-le-Bois
- Sermizelles
- Tharot
- Thory
- Vault-de-Lugny

## Història
| Data d'elecció                           | Identitat          | Partit                    | Qualitat |
| ---------------------------------------- | ------------------ | ------------------------- | -------- |
| 1945-1947                                | Georges Schiever   | Divers droite             |          |
| 1947-1973                                | Louis Schiever     | Divers droite             |          |
| 1973-1992                                | Léo Grezard        | Divers droite, després PS |          |
| 1992-1998                                | Yves van Haecke    | RPR                       |          |
| 1998-2004                                | Pascal Germain     | Divers droite             |          |
| 2004-2008                                | Jean Mariani       | PS                        |          |
| 2009-2011                                | Isabelle Huberdeau | Divers gauche             |          |
| 2011-2012                                | Jean-Yves Caullet  | PS                        |          |
| 2012-                                    | Isabelle Huberdeau | Divers gauche             |          |
| les dades anteriors no són pas conegudes |                    |                           |          |
|                                          |                    |                           |          |

## Demografia
| A partir de 1990: Població sense dobles comptes |